# Жан-Івес Реймбод
Жан-Івес Реймбод (фр. Jean-Yves Raimbaud; 21 січня 1958 — 28 червня 1998) — французький аніматор і сценарист. Він найвідоміший за створення мультсеріалу «Оггі та кукарачі», який був офіційно дебютований посмертно 6 вересня 1998 року на «France 3».

## Раннє життя
Реймбод народився 21 січня 1958 року в Евре у Франції. У 14 років він кинув навчання на користь мистецтва. Таким чином, він дебютував у малюванні, хоча спочатку в основному створював білборди.

## Кар'єра
У 1975 році він приєднався до маленької анімаційної студії DIC Entertainment, створеної Жаном Шалопіном. Тут він навчився робити мультфільми. У студії він познайомився з режисерами, такими як Бруно Б'янкі («Інспектор»), Бернард Дейрієс («Таємничі міста золота») тощо. У 1980-х він допоміг запустити серіал «Улісс 31». Він вирішив продовжити свою кар'єру в Парижі. Він взяв участь у серії Альберта Барілле «Одного разу. . . Космос і Одного разу. . . Життя».
У 1986 р. Реймбод створив власну студію «Джингл» з Крістіаном Массоном (реклама та продюсер). 25 людей під ними передали підрядникам такі серії, як «Спартак та Сонце під морем» та «Рахан». Через рік компанія виділилася такими постановками, як Mimi Cracra (A2), Walter Melon (Canal+) та Les Enfants de la Liberté (FR3). Лише в 1988 році Джингл сам створив серію: «Ману», створену карикатуристом Френком Маржеріном.  У березні 1990 року на La Cinq транслювали 104 серії. Завдання Реймбода полягало не у створенні нецікавих мультфільмів лише для дітей. У 1992 р. банкрутство та ліквідація La Cinq спричинили закриття багатьох виробничих компаній. У 1993 р. сам Jingle збанкрутував.

### Gaumont Multimedia
На той час Реймбод був відомий у громаді, і кінокомпанія Gaumont найняла його для відродження фільмів «Астерікс»та «Щасливчик Люка», які востаннє випускались у 1970-х. Заохочуваний художнім керівником нової студії Gaumont Multimedia, він почав працювати над Highlander: The Series для M6. Реймбоl придумав ідею, яку він не міг реалізувати в Джинглі. Історія корабельних аварій на Землі, які сховались в орендованому будинку. Разом із письменником Філіпом Траверсатом він створив серію «Дім в оренду» у стилі мультфільмів 1950-х років. Назва серіалу стала «Космічні гуфи» під час виходу в ефір France 3 у вересні 1997 року. Попри всі шанси, серіал став найпопулярнішим серед програм, представлених того ж року. На додаток, він експортувався далеко за межі Франції. І все це разом із його дружиною Беатріс Гільйо Рамбод, лікаркою загальної практики. Пізніше він створив Оггі та кукарачі, який був випущений після його смерті в 1998 році.

## Хвороба і смерть
На початку 1990-х років Реймбо діагностували рак легенів, і він помер від нього 28 червня 1998 року в Парижі, Франція. Його серіал «Оггі та кукарачі» вийшов посмертно.

## Успіх
У 1998 році Реймбод не побачив успіху свого серіалу. Він не був присутній у кінці виробництва «Оггі та кукарачі», запланованого на France 3 у 1999 році, який він створив: персонаж кота на ім'я Оггі, якого переслідують три таргани на ім'я Джої, Маркі та Ді Ді. Двоюрідний брат Оггі Джек допомагає йому у багатьох ситуаціях, все в дуже мультиплікаційному стилі.
Однак «Оггі та кукарачі» стали успішним хітом після багатьох років ефіру по всьому світу. Він транслювався на каналах, включаючи Cartoon Network, Nickelodeon та Teletoon. Він користувався широкою популярністю в Індії, оскільки до шоу були додані діалоги на хінді, хоча в оригіналі немає діалогів.